# دفتر فناوری‌های زیست‌شناسی
دفتر فناوری‌های زیست‌شناسی یکی از هفت دفتر آژانس پروژه‌های پژوهشی پیشرفتهٔ دفاعی (دارپا) است. دفتر فناوری‌های زیست‌شناسی در سال ۲۰۱۴ (میلادی) با ادغام برخی برنامه‌های دفتر علوم دفاعی و دفتر فناوری میکروسیستم‌ها پدید آمد. دفتر فناوری‌های زیست‌شناسی بر کاربرد علوم پایه و علوم کاربردی در زمینه‌های مهندسی ژنتیک، زیست‌فناوری، علوم اعصاب، و زیست‌شناسی مصنوعی تمرکز می‌کند. گستره کاربرد این فناوری‌ها از توان‌بخشی به استخوان‌بندی بیرونی سربازان تا کاشت‌های مغزی که می‌توانند بیماری‌های روانی را کنترل کنند را در بر می‌گیرد.
نخستین رئیس دفتر فناوری‌های زیست‌شناسی جفری لینگ ۲۰۱۴-۲۰۱۵ بود.

## تاریخچه
آژانس پروژه‌های پژوهشی پیشرفتهٔ دفاعی، کار جدی خود روی علوم زیستی را در سال ۲۰۰۱ (میلادی) آغاز کرد. آن سال، هنگامی بود که بحران بسته‌های پستی آغشته به سیاه‌زخم، نگرانی‌هایی را در رسانه‌ها و کنگره ایالات متحده آمریکا درباره بیوتروریسم برانگیخته بود. آغاز جنگ افغانستان و جنگ عراق باعث شد که آژانس پروژه‌های پژوهشی پیشرفتهٔ دفاعی در زمینه‌هایی چون علوم اعصاب، روان‌شناسی، و رابط‌های مغز و رایانه، برای کمک به کهنه‌سربازان آسیب‌دیده (جانبازان) سرمایه‌گذاری کند. در سال ۲۰۱۳ (میلادی) شمار برنامه‌های مرتبط با زیست‌شناسی، آنقدر زیاد شدند که آژانس پروژه‌های پژوهشی پیشرفتهٔ دفاعی تصمیم گرفت همه آنها را در یک دفتر جداگانه، مدیریت کند.

## برنامه‌های فعال
دفتر فناوری‌های زیست‌شناسی بر استفاده از پیشرفت‌های بدست‌آمده در دانش اطلاعات و علوم مهندسی تمرکز می‌کند تا زیست‌فناوری را در فناوری‌های پیشرفته بکار گیرد. دفتر فناوری‌های زیست‌شناسی، مسئول کار روی فناوری عصبی، واسط کاربر، عملکرد انسان، بیماری عفونی، و برنامه‌های زیست‌شناسی مصنوعی است.